# Unten am Fluss (Miniserie)
Unten am Fluss (engl. Watership Down) ist eine animierte Fernseh-Miniserie von Noam Murro. Die Produktion basiert auf dem gleichnamigen Roman von Richard Adams aus dem Jahr 1972, der von Tom Bidwell adaptiert wurde. Die Miniserie wurde am 22. Dezember 2018 im Vereinigten Königreich und am 23. Dezember 2018 international auf der Video-on-Demand-Plattform Netflix veröffentlicht. Der BBC Broadcast bestand aus zwei aufeinanderfolgenden Episoden pro Tag.

## Handlung
Die Geschichte spielt im Süden Englands, in Hampshire und dreht sich um eine kleine Kaninchengruppe. Sie sind anthropomorphisiert und besitzen ihre eigene Kultur, Sprache, Sprichwörter, Poesie und Mythologie, obwohl sie in ihrer natürlichen Umgebung leben. Nur wenige Kaninchen entkommen der Zerstörung ihres Heimatbaus und suchen einen Ort, an dem sie sich ein neues Zuhause aufbauen können, während sie unterwegs Gefahren und Versuchungen begegnen.

## Besetzung
Die Synchronisation der Serie wurde bei der SDI Media Germany unter der Dialogregie von Irina von Bentheim erstellt.
| Rolle                   | Englischer Sprecher      | Deutscher Sprecher |
| ----------------------- | ------------------------ | ------------------ |
| Hazel                   | James McAvoy             | Dirk Stollberg     |
| Fiver                   | Nicholas Hoult           | Tim Sander         |
| Bigwig                  | John Boyega              | Jaron Löwenberg    |
| General Woundwort       | Ben Kingsley             | Axel Lutter        |
| Threarah                | Tom Wilkinson            | Claus Theo Gärtner |
| Clover                  | Gemma Arterton           | Irina von Bentheim |
| Kehaar                  | Peter Capaldi            | Lutz Schnell       |
| Strawberry              | Olivia Colman            | Romina Langenhan   |
| Hawkbit                 | Mackenzie Crook          | Jeffrey Wipprecht  |
| Hyzenthlay              | Anne-Marie Duff          | Anna Grisebach     |
| El-Ahrairah             | Taron Egerton            |                    |
| Hauptmann Holly         | Freddie Fox              | Sebastian Schulz   |
| Frith                   | James Faulkner           | Lutz Riedel        |
| Hauptmann Campion       | Lee Ingleby              | Uwe Büschken       |
| Blackberry              | Miles Jupp               | Peter Lontzek      |
| Bluebell                | Daniel Kaluuya           | Sven Plate         |
| Cowslip                 | Rory Kinnear             | Klaus-Peter Grap   |
| Sergeant Sainfoin       | Craig Parkinson          |                    |
| Schwarzer Hase von Inlé | Rosamund Pike            | Christin Marquitan |
| Dandelion               | Daniel Rigby             | Kaze Uzumaki       |
| Hauptmann Orchis        | Jason Watkins            | Peter Flechtner    |
| Hauptmann Vervain       | Adewale Akinnuoye-Agbaje |                    |
| Farmersfrau             | Lorraine Bruce           | Juliane Schöttler  |
| Dewdrop                 | Gemma Chan               |                    |
| Haystack                | Lizzie Clark             |                    |
| Thethuthinnang          | Rosie Day                | Juliane Schöttler  |
| Blackavar               | Henry Goodman            | Lutz Mackensy      |
| Silverweed              | Peter Guinness           | Rainer Gerlach     |
| Farmer                  | Murray McArthur          | Patrick Giese      |
| Mann                    | Sam Redford              |                    |
| Nettle                  | Charlotte Spencer        | Anna Gamburg       |

## Produktion
Im Juli 2014 wurde bekannt gegeben, dass die BBC eine neue animierte Miniserie auf der Grundlage des Bestseller-Romans ausstrahlen wird. Im April 2016 wurde bekannt gegeben, dass die Serie eine Koproduktion zwischen der BBC und Netflix sein wird und aus vier einstündigen Episoden bestehen wird. Die Serie hat ein Budget von 20 Millionen Pfund.